# Streuselkuchen

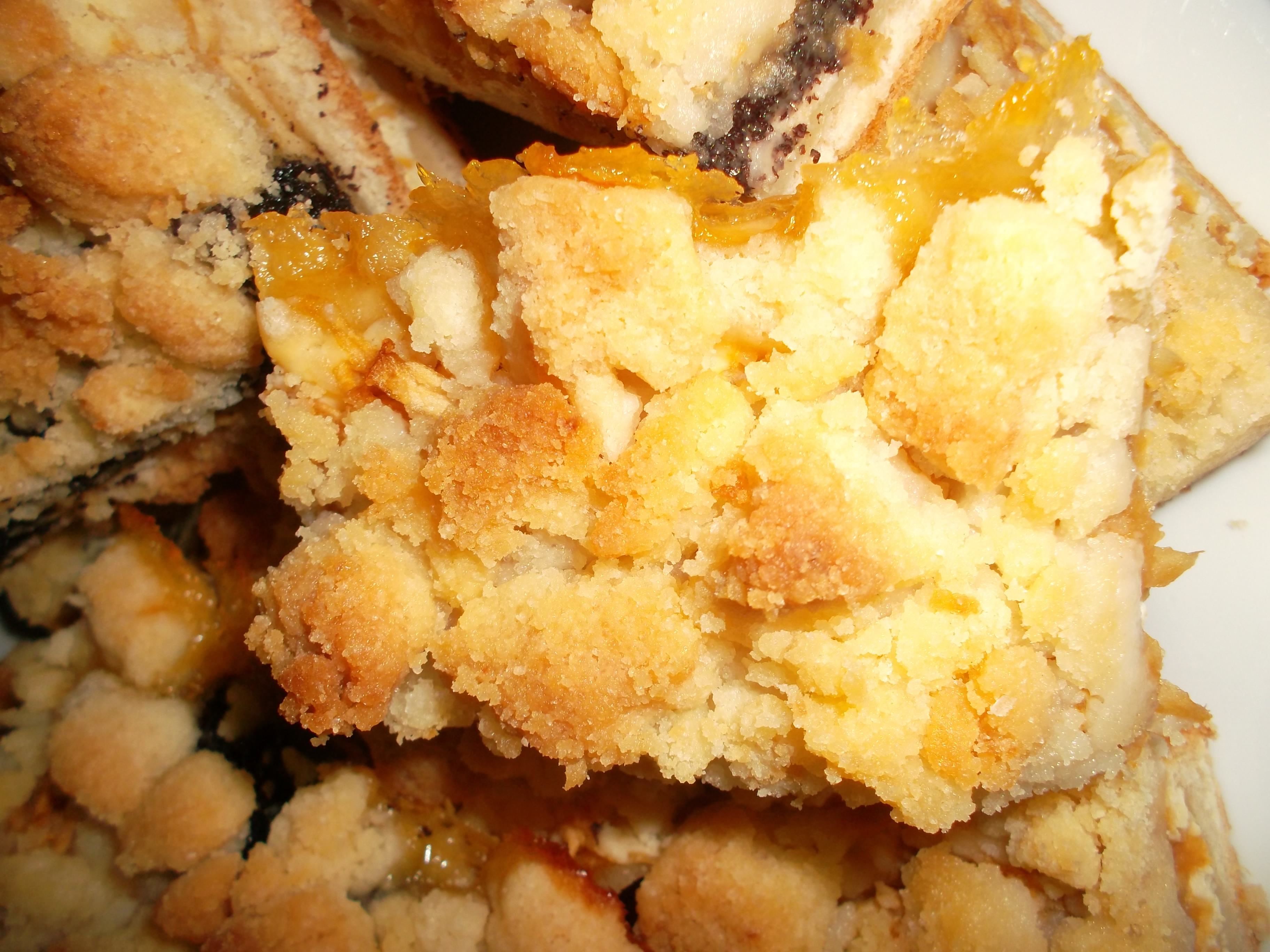
Streuselkuchen

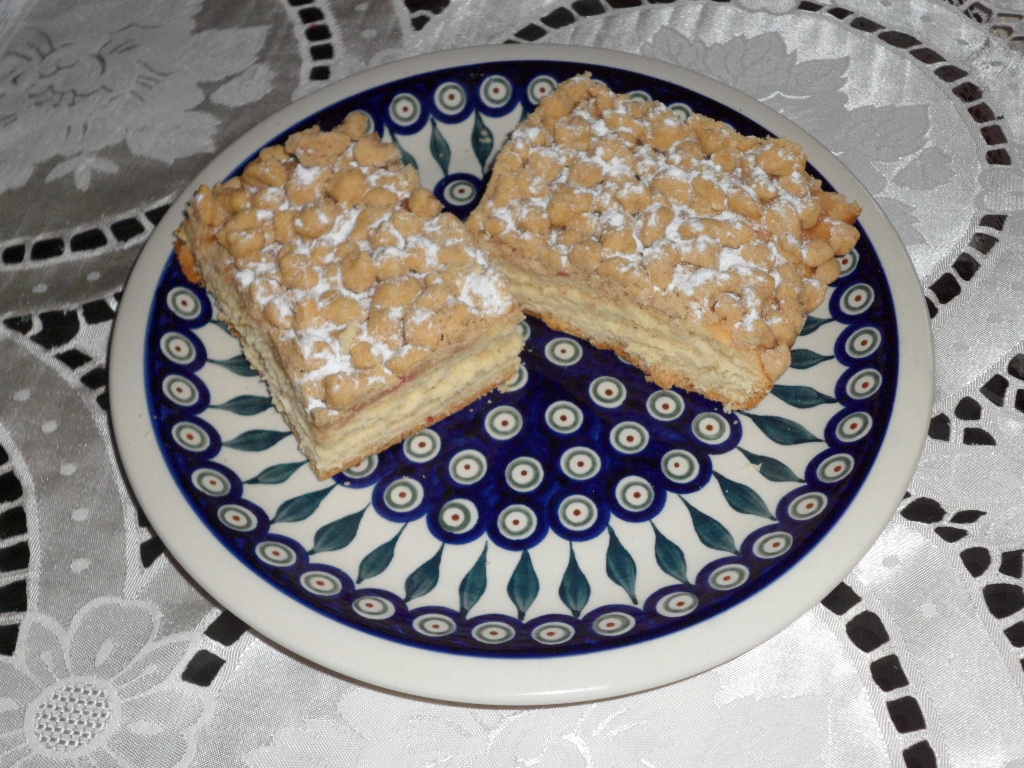
Schlesischer Streuselkuchen
(Schläscher Sträselkucha)

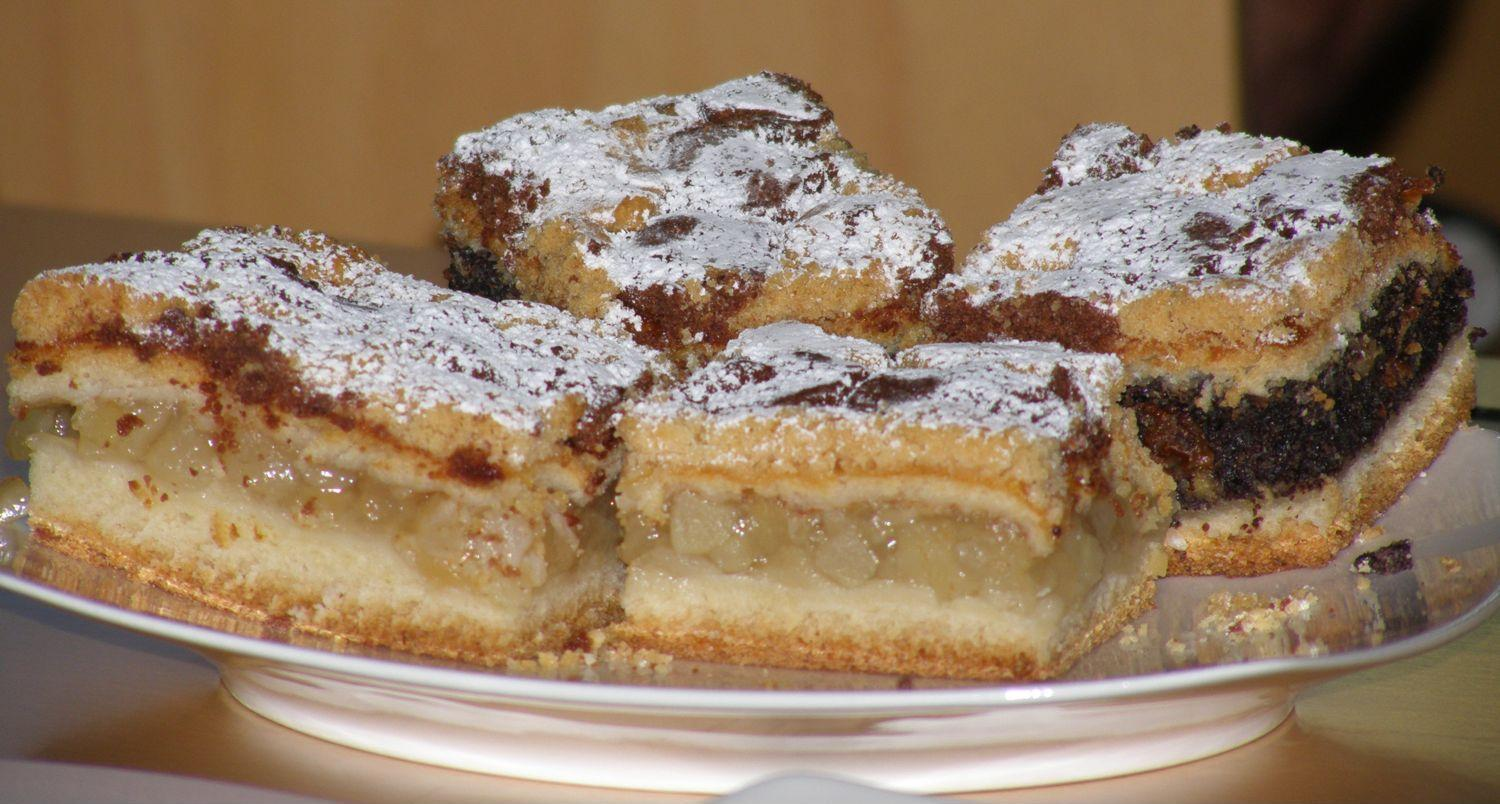
Schlesischer Apfel- und Mohn-Streuselkuchen

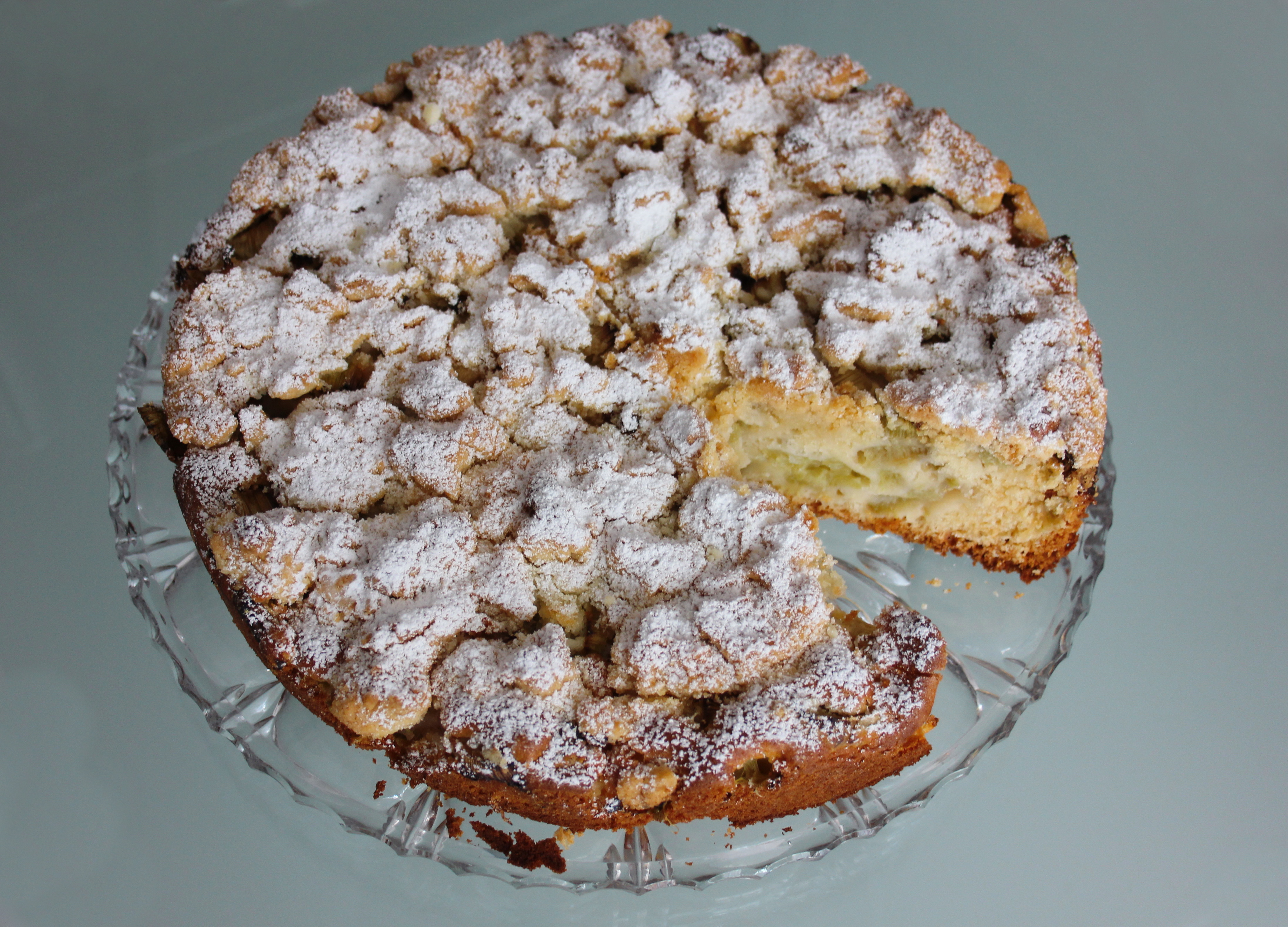
Rhabarber-Streuselkuchen

Streuselkuchen, meist synonym: Riwwelkuchen, ist ein flacher Blechkuchen aus Hefefeinteig mit einem Belag aus Streuseln, einer krümeligen Mischung aus Zucker, Fett und Mehl. Er war früher vor allem in Sachsen und Schlesien bekannt, ist aber heute in ganz Deutschland beliebt. Er gehört typischerweise zu den ungefüllten Blechkuchen, es werden aber auch Streuselkuchen mit verschiedenartigen Unterlagen unter den Streuseln hergestellt.

## Geschichte
Obwohl die Erfindung des Streuselkuchens oft der schlesischen Küche zugesprochen wird, gibt es für diese Annahme keine schriftlichen Belege. „Auch wenn sich heute nicht mehr genau sagen lässt, wo der Streuselkuchen erstmals gebacken wurde, so gehörte er im 19. Jahrhundert und später sowohl in Schlesien als auch in den angrenzenden preußischen Provinzen zu den bekanntesten hausgebackenen Kuchen. Von dort aus verbreitete sich der Streuselkuchen weiter. Letzteres wird (…) unter anderem mit den Wanderbewegungen der Schlesier in andere Regionen erklärt.“
Der Streuselkuchen ist wohl in Obersachsen aufgekommen, das älteste bekannte Zeugnis ist in der 1584 erschienenen „Nawe Zeitunge“ des Kaspar Füger, wo zwei Bauern aus Meißen erzählen: „Wir essen … Christwecken oder Streusselen“. Der Sächsische Streuselkuchen ist unter den sächsischen Kuchen einer der bekanntesten.
Spätestens im 19. Jahrhundert war er in Schlesien auf jeden Fall allgemein bekannt und verbreitet und wurde zu zahlreichen Gelegenheiten in den Privathaushalten gebacken, unter anderem zur Kirmes. So berichtete der Dichter Eichendorff im August 1857 in einem Brief: „Heute ist das Kirchweihfest der Schloßkapelle, es gab daher einen großen Sträußelkuchen zum Frühstück.“ Weitere Anlässe waren das Erntedankfest, Hochzeiten und Taufen. Der schlesische Mundartdichter Hermann Bauch (1856–1924) hat dem „Sträselkucha“ sogar ein eigenes Gedicht gewidmet. Belegt ist der Streuselkuchen für das 19. Jahrhundert auch in Ost- und Westpreußen.
Spätestens Anfang des 20. Jahrhunderts war der Streuselkuchen auch im Rheinland allgemein bekannt, wo er häufig nach Beerdigungen gegessen wurde, weshalb er dort den Beinamen „Beerdigungskuchen“ erhielt.
Im pfälzischen und südhessischen Raum war für Streuselkuchen lange Zeit die Bezeichnung „Riwwelkuchen“ üblich, die heute landesweit vor allem unter russlanddeutschen Aussiedlern und Spätaussiedlern geläufig ist.

## Zubereitung
Zur Zubereitung von Streuselkuchen wird zunächst der Hefeteig auf einem Backblech ausgerollt und bereits eine Weile gehen gelassen. Dann werden die Streusel (aus Zucker, Fett und Mehl im Verhältnis 1:1:2) auf den Teigboden gestreut, wobei man vorher den Teig anfeuchtet, damit sie besser haften. Schließlich wird der Kuchen mit zwei Drittel-Gare bei etwa 220 °C gebacken. Zum Befeuchten des Teiges kommen zahlreiche Mittel in Frage, die auch zur Verfeinerung des Geschmacks beitragen: Wasser, Milch, Sahne, Vanillecreme, Eistreiche, Zucker- oder Honigwasser oder Konfitüre. Nach dem Backen kann der Kuchen noch mit Puderzucker bestreut oder mit Zuckerguss versehen werden.
Häufig wird als Fett Butter verwendet, man spricht dann auch von Butterstreuseln und Butterstreuselkuchen. Nach den Leitsätzen des Deutschen Lebensmittelbuchs muss Butterstreuselkuchen in Teig und Streuseln zusammengenommen mindestens 30 Teile Butter oder entsprechende Mengen Butterreinfett bzw. Butterfett auf 100 Teile Getreidemahlerzeugnisse und/oder Stärke enthalten. Andere Fette darf er nicht enthalten.
Eine Abwandlung wird durch Unterlagen erzielt:
- Streuselauflagen passen auch zu Obst-Blechkuchen, wie Apfelkuchen, Mohnkuchen, Rhabarberkuchen, oder Streuselkuchen mit Marillen, Zwetschgen, Kirschen (werden halbiert und entsteint aufgelegt), aber auch Heidelbeeren oder Ribisel.[14]
- Üblich ist auch eine Unterlage aus Vanillecreme bzw. -pudding.
- Schlesischer Streuselkuchen hat Streusel auf einer Quarkunterlage.[12]

## Streuselkuchen vor dem Gericht der Europäischen Union
Der Zentralverband des Deutschen Bäckerhandwerks hatte 2011 Klage beim EuG in Luxemburg eingereicht, da die EU-Kommission die polnische Bezeichnung „Kołocz śląski“ als geschützte geografische Angabe eingetragen hatte. Mit Erfolg: die Bezeichnung „Schlesischer Streuselkuchen“ war in der deutschen Fassung des EU-Amtsblatts ein redaktioneller Übersetzungsfehler gewesen („Kołocz śląski“ oder „Kołacz śląski“ bedeutet schlicht schlesischer Kuchen). Das EuG entschied mit dem Urteil vom 7. Oktober 2015, dass Schlesische Streuselkuchen nicht von der geschützten geografischen Angabe „Kołocz śląski“ oder „Kołacz śląski“ erfasst sind, und von den deutschen Bäckern hergestellt und vermarktet werden dürfen.